# Milan Blagojevic (Fußballspieler)
Milan Blagojevic (* 24. Dezember 1969 in Sydney, New South Wales) ist ein ehemaliger australischer Fußballspieler mit serbischer Abstammung.

## Spielerkarriere
Während seiner langen Profikarriere machte er 31 Länderspiele (19 offizielle FIFA Spiele) für Australien. Zudem machte er 255 Ligaspiele (u. a. für Germinal Beerschot (Belgien), SC Heerenveen (Niederlande)).
Bei den Olympischen Sommerspielen 1992 war er Teil der australischen Fußballnationalmannschaft, welche den vierten Platz belegte.

## Trainerkarriere
Nach Beenden seiner Spielerkarriere wechselte er in das Trainerteam der Bonnyrigg White Eagles, bevor er eine Position mit den Blacktown City Demons in der New South Wales Premier League erreichte.
Von 2008 bis 2009 war er Trainer bei Sydney Olympic, nachdem Manny Spanoudakis den Verein als technischer Direktor übernommen hatte.
| Personendaten    | Personendaten                |
| ---------------- | ---------------------------- |
| NAME             | Blagojevic, Milan            |
| KURZBESCHREIBUNG | australischer Fußballspieler |
| GEBURTSDATUM     | 24. Dezember 1969            |
| GEBURTSORT       | Sydney                       |